# Plovdiv Peak
Der Plovdiv Peak (englisch; bulgarisch връх Пловдив wrach Plowdiw) ist ein 1040 m hoher Berg auf der Livingston-Insel im Archipel der Südlichen Shetlandinseln. Am östlichen Ende des Levski Ridge in den Tangra Mountains ragt er 3,25 km ostnordöstlich des Great Needle Peak, 1,2 km östlich des Helmet Peak, 4,2 km nördlich des M’Kean Point und 4,3 km südsüdwestlich des Rila Point auf. Der Magura-Gletscher liegt südlich und der Iskar-Gletscher nordnordöstlich von ihm.
Die bulgarische Kommission für Antarktische Geographische Namen benannte den Berg 2002 nach der Stadt Plowdiw im südzentralen Teil Bulgariens.